# Juan Álvaro Zapata
Juan Álvaro Zapata (Calatayud, ca. 1562-Tárrega, 13 de octubre de 1623) fue un religioso aragonés de la orden del Cister, que fue obispo de Bosa y de Solsona.

## Biografía
Antiguamente se pensaba que había nacido en Torralba de Aragón, aunque el lugar de nacimiento más aceptado actualmente es Calatayud. 
Manifestó su doctrina en la Universidad de Alcalá y en el Real Monasterio de Veruela, donde fue abad desde el 19 de marzo de 1602. Fue el último de los abades perpetuos y a la vez fue maestro de la congregación y visitador en Cataluña del Císter. Estuvo presente también como estudiante en los Colegios de San Jorge  y Santo Domingo de Tortosa. Además, fue también comendatario de Gerri de la Sal.
Fue nombrado obispo de Bosa el 18 de junio de 1612 y ordenado al año siguiente, pero no duraría mucho en el cargo, porque pronto Felipe III de España lo promovió al obispado de Solsona el 11 de marzo de 1613. Durando su mandato en Solsona, fue partidario de la promoción del colegio dominico de Llobera. Se buscaba que ofreciera estudios superiores por el éxito y afluencia de estudiantes que este había tenido. Zapata tomó conciencia de esta situación y recomendó al papa que estos estudios fueran elevados a universitarios y se otorgara la potestad de conferir grados superiores. El centro fue promovido a este rango el 1620 mediante una bula del papa Pablo V y se erigió en la Universidad Literaria de Solsona.
En aquel momento las persecuciones por brujería eran comunes en Cataluña. En 1621 el gobierno central intervino, y el Consejo de Aragón envió a los obispos y otros cargos a través de la Audiencia la sugerencia de que se diera el perdón general a las mujeres consideradas brujas y que estas pasaran en adelante al tribunal de la Santa Inquisición. Álvaro contestó que estaba de acuerdo con la propuesta, y además afirmó que la brujería era una falsedad y una ilusión. Llegó a afirmar de hecho que «todos los jueces seculares, deseando hacer valer su jurisdicción, se engañan a sí mismos con frecuencia», y explicaba que la cuestión judicial no sería fácilmente resuelta, pues era difícil privar de su jurisdicción a unos barones que en casi todos los casos se defendían a través de la fuerza de las armas. Además, informó del caso del cazador de brujas denominado Tarragó, que viajaba identificando mujeres como brujas y desnudándolas y poniéndoles una marca, pero que muchas veces lo hacía por placer de él y de sus compañeros. De hecho, Tarragó fue arrestado por los oficiales del obispo y enviado a Barcelona, pero escapó y logró desaparecer.

## Su obra
Álvaro también fue conocido por sus escritos. Su obra principal fue Vida, penitencia y milagros de nuestro gloriosisimo Padre [...] San Bernardo, traducida del latín en romance, que fue publicada en Zaragoza en 1595 y en Valencia en 1597, que contenía además otro texto llamado Relación de la fundación, y cosas particulares de todos los Monasterios Cistercienses de la Corona de Aragón. También tradujo algunos opúsculos de San Bernardo al castellano y escribió varias poesías enalteciendo también a dicho santo.